# En vivo y en privado
Live & off the Record (publicado como En Vivo y en Privado en España y Latinoamérica) es el segundo álbum en vivo de la cantante y compositora colombiana Shakira. El álbum fue lanzado en 2004, y consiste en una compilación de dos discos CD y DVD. El CD incluye grabaciones de actuaciones en directo grabadas durante 2003 y 2004, y el DVD incluye imágenes de la actuación en directo del Tour de la Mangosta de Shakira en Róterdam, Países Bajos el 22 de abril de 2003. El álbum fue certificado disco de oro por la RIAA en mayo de 2004. Alcanzó el número uno en la lista estadounidense Top Music Videos el 17 de abril de 2004.

## Lista de canciones
| En vivo y en privado. Disco 1 CD Audio |                           |                                             |          |  |
| N.º                                    | Título                    | Escritor(es)                                | Duración |  |
| 1.                                     | «Ojos así»                | Shakira Mebarak, Pablo Flores, Javier Garza | 8:14     |  |
| 2.                                     | «Si te vas»               | Shakira, Luis Fernando Ochoa                | 4:36     |  |
| 3.                                     | «Underneath Your Clothes» | Shakira, Lester Méndez                      | 4:13     |  |
| 4.                                     | «Ciega, sordomuda»        | Shakira                                     | 4:58     |  |
| 5.                                     | «The One»                 | Shakira                                     | 3:46     |  |
| 6.                                     | «Back In Black»           | Angus Young, Malcolm Young, Brian Johnson   | 5:23     |  |
| 7.                                     | «Tú»                      | Shakira                                     | 4:50     |  |
| 8.                                     | «Poem to a Horse»         | Shakira, Ochoa                              | 7:13     |  |
| 9.                                     | «Objection (Tango)»       | Shakira                                     | 4:22     |  |
| 10.                                    | «Whenever, Wherever»      | Shakira, Gloria Estefan, Tim Mitchell       | 7:52     |  |
| 53:27                                  |                           |                                             |          |  |

| En vivo y en privado. Disco 2 DVD |                            |                                |          |  |
| N.º                               | Título                     | Escritor(es)                   | Duración |  |
| 1.                                | «Ojos así»                 | Shakira, Flores, Garza         | 9:04     |  |
| 2.                                | «Si te vas»                | Shakira, Ochoa                 | 3:54     |  |
| 3.                                | «Ciega, sordomuda»         | Shakira                        | 3:38     |  |
| 4.                                | «The One»                  | Shakira                        | 3:52     |  |
| 5.                                | «Back in Black»            | A. Young, M. Young, B. Johnson | 5:53     |  |
| 6.                                | «Rules»                    | Shakira, Méndez                | 4:47     |  |
| 7.                                | «Inevitable»               | Shakira                        | 3:36     |  |
| 8.                                | «Estoy aquí»               | Shakira, Ochoa                 | 5:58     |  |
| 9.                                | «Underneath Your Clothes»  | Shakira, Méndez                | 4:22     |  |
| 10.                               | «Octavo día»               | Shakira                        | 8:12     |  |
| 11.                               | «Ready for the Good Times» | Shakira, Méndez                | 6:22     |  |
| 12.                               | «Tú»                       | Shakira, O'Brien               | 4:50     |  |
| 13.                               | «Poem to a Horse»          | Shakira, Ochoa                 | 7:16     |  |
| 14.                               | «Objection (Tango)»        | Shakira                        | 4:44     |  |
| 15.                               | «Whenever, Wherever»       | Shakira, Estefan, Mitchell     | 10:03    |  |
| 81:26                             |                            |                                |          |  |

## Personal

### Músicos
- Shakira - voz, guitarra, armónica
- Tim Mitchell - guitarra
- Rita Quintero - coros, teclados
- Adam Zimmon - guitarra
- Albert Sterling Menéndez - teclados
- Pedro Alfonso - violín
- Dan Rothchild - bajo
- Brendan Buckley - batería
- Rafael Padilla - percusión

### Producción
- Shakira - producción
- Tim Mitchell - producción
- Dana Austin - producción
- Bettina Abascal - posproducción
- Gonzalo Agulla - producción ejecutiva
- José Arnal - producción ejecutiva
- Dominic Morley - engineering
- Richard Robson - ingeniería
- Neil Tucker - ingeniería
- Matt Vaughan - ingeniería
- Richard Wilkinson - ingeniería
- Adrian Hall - ingeniero de mezclas
- Chris Theis - mezcla
- Mike Fisher - postproducción de audio
- Mike Wilder - masterización de audio
- Ramiro Aguilar - director de vídeo
- Pablo Arraya - edición

### Portada
- Jeff Bender - fotografía
- Frank Ockenfels - fotografía
- Dan Rothchild - fotografía
- Ian Cuttler - dirección artística
- Frank Carbonari - diseño gráfico
- Rose Noone - A&R